# Estación de Ujo
Ujo (Uxo según la nomenclatura de Renfe) es una estación de ferrocarril situada en la localidad de Ujo, dentro del municipio español de Mieres, en el Principado de Asturias. Dispone de servicios de Media Distancia. Forma parte también de la línea C-1 de Cercanías Asturias.
En la misma localidad de Ujo existe otra estación ferroviaria, Ujo-Taruelo, perteneciente a la red de ancho métrico de Adif.

## Situación ferroviaria
La estación se encuentra en el punto kilométrico 115,189 de la línea férrea de ancho ibérico que une Venta de Baños con Gijón a 249 metros de altitud. El tramo es de vía doble y está electrificado.

## Historia
La estación fue abierta al tráfico el 23 de julio de 1874 con la puesta en marcha del tramo Pola de Lena-Gijón de la línea que pretendía unir León con Gijón. La construcción fue obra de la Compañía de los Ferrocarriles de Asturias, Galicia y León creada para continuar con las obras iniciadas por Noroeste anterior titular de la concesión. Sin embargo su situación financiera no fue mucho mejor que la de su antecesora y en 1885 acabó siendo absorbida por Norte. En 1941, la nacionalización del ferrocarril en España supuso la desaparición de esta última y su integración en la recién creada RENFE. 
Desde el 31 de diciembre de 2004 Renfe Operadora explota la línea mientras que Adif es la titular de las instalaciones ferroviarias.

## Servicios ferroviarios

### Media Distancia
Los servicios de Media Distancia de Renfe que tienen parada en la estación enlazan las ciudades de León, Oviedo y Gijón. La frecuencia es de 2 trenes diarios por sentido de lunes a viernes, mientras que los fines de semana solo circula un tren por sentido.
| Línea MD | Servicio | Origen/Destino          | Paradas intermedias | Destino/Origen |
| -------- | -------- | ----------------------- | --- | -------------- |
| 24       | Regional | León                    | La Robla · La Pola de Gordón · Santa Lucía · Villamanín · Busdongo · Linares-Congostinas · Puente de los Fierros · Campomanes · Pola de Lena · Ujo · Mieres-Puente · Llamaquique · Oviedo · Calzada de Asturias | Gijón          |
| 24       | Regional | Valladolid-Campo Grande | Valladolid-Universidad · Cabezón de Pisuerga · Corcos-Aguilarejo · Cubillas de Santa Marta · Dueñas · Venta de Baños · Palencia · Grijota · Becerril · Paredes de Nava · Villada · Grajal · Sahagún · El Burgo Ranero · Palanquinos · León · La Robla · La Pola de Gordón · Santa Lucía · Villamanín · Busdongo · Linares-Congostinas · Puente de los Fierros · Campomanes · Pola de Lena · Ujo · Mieres-Puente · Llamaquique · Oviedo · Calzada de Asturias | Gijón          |

### Cercanías
Forma parte de la línea C-1 de Cercanías Asturias. La unen con Gijón y Oviedo trenes cada 30 minutos los días laborables, mientras que los sábados, domingos y festivos la frecuencia se reduce a una hora. Hacia Puente de los Fierros solo continúan una decena de trenes que se reducen a seis los fines de semana.
La duración del viaje es de unos 25 minutos a Oviedo y de poco menos de una hora hasta Gijón en el mejor de los casos.
| procedencia/destino | < estación | Línea | estación > | destino/procedencia               |
| ------------------- | ---------- | ----- | ---------- | --------------------------------- |
| Gijón               | Santullano |       | Villallana | Pola de LenaPuente de los Fierros |